# История ислама
Исто́рия исла́ма — становление и распространение ислама. Ислам возник в Хиджазе в начале VII века. Уже в первый век существования ислама расширение Арабской империи после смерти пророка Мухаммеда привело к созданию халифатов, которые занимали обширную географическую область, и обращение в ислам распространялось, благодаря миссионерской деятельности — особенно суфиев, которые легко смешивались с местным населением для распространения религиозных учений. Эти ранние халифаты с мусульманской экономикой и торговлей и последующее расширение Османской империи привели к распространению ислама вне Мекки — до Атлантического и Тихого океанов — и созданию мусульманского мира. Торговля играла важную роль в распространении ислама в Юго-Восточной Азии.
Образовались мусульманские династии, они следовали друг за другом. Аббасиды, Фатимиды, Альморавиды, Сельджукиды, Аджуран, Адал и Варсангали в Сомали, Моголы в Индии и Сефевиды в Персии, и Османы создали крупные империи. 
Народы исламского мира создали множество высокоразвитых центров культуры с торговой сетью, путешественниками, учеными. Исламская экспансия в Южной и Восточной Азии способствовала созданию космополитических и эклектичных мусульманских культур на индийском субконтиненте, в Малайзии, Индонезии и Китае.

## Доисламский период
Согласно мусульманскому богословию, Мухаммед не был основателем новой религии, но являлся последним пророком. Предшественниками Мухаммеда были Иса ибн Мариам, Яхья, Муса, Ибрахим и другие пророки.

## Пророческая деятельность Мухаммеда

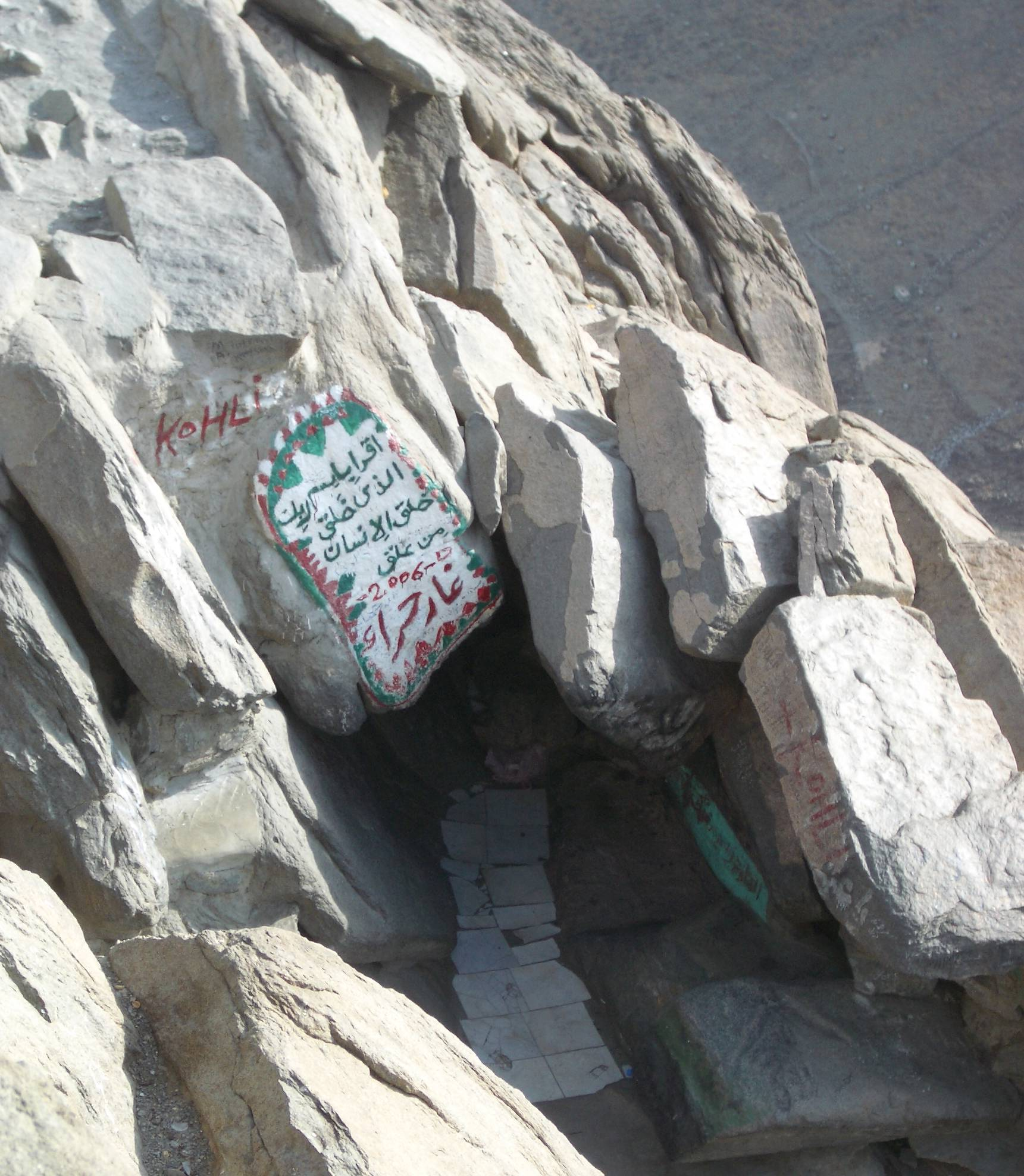
Пещера Хира на горе Джабаль ан-Нур, где любил уединяться Мухаммед

Согласно сборнику хадисов имама аль-Бухари, в месяц Рамадан 610 года (в тот год пришёлся на август по григорианскому календарю), когда пророку Мухаммеду было 40 лет, во время уединения в пещере Хира к нему явился ангел Джабраил и продиктовал ему первые пять аятов Корана. Этот (610 год) год можно считать годом возникновения ислама.
В течение трёх лет после начала посланнической миссии пророк Мухаммед вёл тайную проповедь среди своих друзей и близких. В этот период ислам приняли около 40 человек, среди которых были жена Мухаммеда Хадиджа, Али ибн Абу Талиб, Абу Бакр и другие.
В 613 году Мухаммед выступил в Мекке публично как пророк. Правящие круги Мекки отнеслись к Мухаммеду враждебно, его положение в Мекке стало рискованным, и в 622 году он был вынужден совершить переселение (хиджра) в Медину.
Населявшие Медину племена ауса и хазрадж, перейдя в ислам, стали основной группой приверженцев Мухаммеда. К концу жизни Мухаммеда образовалось исламское теократическое государство, занимавшее весь Аравийский полуостров — Арабский халифат.

## Праведный халифат
Пра́ведный халифа́т (араб. الخلافة الراشدية‎, al-khilāfat ar-Rāshidīyah) — государство, созданное после смерти пророка Мухаммеда в 632 году. Халифат возглавляли четыре праведных халифа: Абу Бакр, Умар ибн аль-Хаттаб, Усман ибн Аффан и Али ибн Абу Талиб. Территория халифата включала Аравийский полуостров, Шам, Кавказ, часть Северной Африки от Египта до Туниса и Иранское нагорье. Праведный халифат положил начало Арабскому халифату.

Расширение Халифата с 632 по 655 год.

С первых дней после своего назначения Абу Бакру пришлось столкнуться с трудностями. Некогда верные исламу арабские племена отошли от исламской общины, угрожая её единству и стабильности. Вероотступничество (ридда) началось ещё при жизни пророка Мухаммеда, однако войны с вероотступниками начались уже после его смерти. Отступничество было настолько большим, что оно затронуло все племена в Аравии, за исключением Хиджаза (Мекка и Медина), племена из Сакиф из ат-Таифа и Азд из Омана. Некоторые племена отказались выплачивать обязательную милостыню (закят), что тоже было расценено как отход от основных принципов ислама. Некоторые вожди племён сделали претензии на пророчество (Мусайлима, Саджах, Тулайха и др.).
В центральной Аравии движение отступничества возглавил лжепророк Мусайлима. Абу Бакр разделил мусульманскую армию на 11 отрядов, самым сильным из которых был отряд Халида ибн аль-Валида. Халид был направлен в самые трудные места и победил во всех сражениях, в том числе и Мусайлиму в Ямаме. В течение года продолжались военные действия против вероотступников, закончившиеся победой Абу Бакра и объединением арабских племён.
После подавления мятежей Абу Бакр начал завоевательные войны за пределами Аравийского полуострова. В 633 году Абу Бакр послал Халида ибн аль-Валида в Ирак, который был одной из богатейших провинций Сасанидской империи. После этого он отправил 4 армии в Сирию и в 634 году перебросил туда же армию Халида ибн аль-Валида.
В 634 году Абу Бакр заболел и перед смертью завещал назначить халифом Умара ибн аль-Хаттаба. Новый халиф продолжил завоевательные войны против Сасанидов, Византийской империи и Египта. Некогда сильные государства, Византия и государство Сасанидов изнурили друг друга, что позволило войскам Халифата легко одолеть их. К 640 году вся Месопотамия, Сирия и Палестина отошли под контроль Халифата. В 642 году был захвачен Египет, а ещё через год — вся Сасанидская империя.
Умар ибн аль-Хаттаб заложил основы политической структуры Халифата. Он создал диван, эффективную систему налогообложения. Все наместники (амиры) назначались непосредственно халифом. Умар ввёл в обращение календарь, ведущий свой отсчёт от переселения (хиджра) пророка Мухаммада из Мекки в Медину. В 644 году Умар был смертельно ранен персидским рабом Абу Лулу Фирузом.
Перед смертью Умар ибн аль-Хаттаб назначил совет из шести человек, которые должны были выбрать халифа из их числа. Все претенденты были курайшитами. Совет уменьшил количество претендентов до двух (Усман и Али) и избрал на пост халифа Усмана ибн Аффана.
Несмотря на внутренние проблемы, Усман продолжил завоевательные войны своих предшественников. Армия Халифата завоевала Северную Африку, прибрежные районы Пиренейского полуострова и полностью завоевала империю Сасанидов, дойдя до нижнего течения реки Инд. При Усмане завершилось собрание письменного текста Корана в единую книгу.
В 656 году Усман ибн Аффан был убит несогласными с его политикой повстанцами. Началась так называемая Первая фитна, то есть гражданская война в Халифате.
После убийства третьего халифа сподвижники пророка Мухаммеда выбрали новым халифом Али ибн Абу Талиба. Вскоре после этого Али уволил ряд наместников, некоторые из которых были родственниками Усмана, и заменил их своими доверенными лицами. При Али столица Халифата была перенесена из Медины в Куфу.
После убийства Усмана часть населения Халифата во главе с аз-Зубайром, Тальхой и Аишей выступила с требованием наказать преступников. Собранная восставшими армия вошла в Басру и казнила около 600 подозреваемых в причастности к этому убийству. В Басру для ведения переговоров с восставшими прибыл халиф Али со своим войском и присягнувшими ему убийцами Усмана. Согласно суннитским источникам, виновные в смерти Усмана инициировали боевые действия, боясь, что переговоры между Али и восставшими закончатся их преследованием и казнью. Сражение между Али и восставшими является первой битвой между мусульманами и известно как «Битва верблюда». Халиф Али одержал победу, Талха и аз-Зубайр были убиты в бою, а жена пророка Мухаммада Аиша была отправлена в Медину в сопровождении Хасана ибн Али.
После этого наместник халифа в Сирии Муавия, который был родственником Усмана, отказался присягнуть халифу до тех пор, пока убийцы Усмана не будут наказаны. Между Али и Муавией произошла битва в Сиффине, закончившаяся третейским судом и исходом части недовольных (хариджиты). В результате Али потерял контроль над большей частью территории Халифата.
В 661 году Али был убит хариджитом Ибн Мулджамом. Хариджиты надеялись убить «виновников» раскола мусульманской общины — Али, Муавию и Амр ибн аль-Аса, однако убить Амра и Муавию им не удалось. У Али от дочери пророка Фатимы остались двое сыновей — Хасан и Хусейн. Согласно одному хадису, пророк сказал, что «аль-Хасан и аль-Хусейн являются господами юношей рая». Это утверждение является очень важным для мусульман-шиитов, поскольку оно служит для них одним из основных обоснований прав потомков пророка на имамат.
Хасан ибн Али договорился с Муавией о том, чтобы после смерти второго власть в Халифате перешла к Хасану, однако Муавия завещал трон своему сыну Язиду и основал династию правителей. Создание в 661 году Омейядского халифата положило конец халифату праведных халифов.
В 30-х годах VII века халифат нанёс своим главным противникам, Византии и персидскому государству Сасанидов, сокрушительное поражение. В 639 году начался поход арабов в Египет, завершившийся полным его завоеванием. После убийства двоюродного брата и зятя Мухаммеда халифа Али в 661 году трон халифата заняла династия Омейядов, и столица халифата была перенесена в Дамаск.
Договор между Хасаном и Муавией был решительно отвергнут Хусейном. Он отказался присягать Муавии, но тот по совету Хасана не стал его принуждать. После смерти Муавии власть перешла к его сыну Язиду I, которому Хусейн также отказался присягнуть. Куфийцы немедленно принесли присягу Хусейну в верности и призвали его к себе. В окружении своих родственников и ближайших людей Хусейн двинулся из Мекки в Куфу. В пути ему пришло известие, что выступление в Ираке подавлено, но тем не менее Хусейн продолжил свой путь. В октябре 680 года в местечке Найнава отряд Хусейна численностью 72 человека столкнулся с 40-тысячной армией халифа. В упорном сражении они были перебиты (многие из убитых были членами семьи Пророка Мухаммада), в том числе и сам Хусейн, остальные взяты в плен. Гибель Хусейна способствовала религиозному и политическому объединению приверженцев рода Али, а сам он стал не только символом шиитского движения, но и значительнейшей фигурой всего мусульманского мира.
В результате ожесточённой полемики с шиитами, хариджитами, мутазилитами и различными философскими школами в исламе выработались и систематизировались теоретические основы убеждений суннитов. Все это нашло отражение в суннитских мировоззренческих школах матуридитов, ашаритов и асаритов (салафитов), которые по сегодняшний день представляют доктрину суннитов. Эти три направления ортодоксальной исламской мысли имеют между собой некоторые различия, которые не носят принципиального характера. Выдающимися учёными, развившими положения ортодоксального ислама были Абу Мансур аль-Матуриди, Абу-ль-Хасан аль-‘Ашари, Абу Хамид аль-Газали, Ибн Таймия. Одновременно с мировоззренческими школами развивались и правовые школы (мазхабы) суннитов, среди которых получили широкое распространение ханафитский, маликитский, шафиитский и ханбалитский мазхаб.
В результате дальнейших арабских завоеваний ислам распространился на Среднем и Ближнем Востоке, позднее — в некоторых странах Дальнего Востока, Юго-Восточной Азии, Африки. В 711 году арабы вторглись на Пиренейский полуостров, однако при дальнейшем продвижении по Европе на север они в 732 году потерпели поражение под Пуатье и остановили продвижение вглубь Европы.

## Омейядский халифат
Омейядский халифат (араб. الخلافة الأموية‎) или Дамаскский халифат — феодальное государство, в котором правили халифы династии Омейядов. Столица находилась в Дамаске. Глава государства — Халиф. В его руках была сосредоточена духовная и светская власть, которая передавалась по наследству. Официальный язык — арабский. Валюта — золотой динар и серебряный дирхем. Омейядский халифат продолжил завоевательную политику Праведного халифата и завоевал Северную Африку, часть Пиренейского полуострова, Среднюю Азию, Синд, Табаристан и Джурджан.
Верховным собственником всех земель халифата выступало государство, в ведении которого находились завоёванные, конфискованные либо переходившие в собственность государства после смерти владельца, не имевшего прямого наследника, земли. Государство взимало с землевладельцев поземный налог (ушр и харадж).
Для централизации государства была восстановлена почтовая служба, созданы центральная казна и государственный архив (диван аль-хатим). Массовый переход в ислам покорённых народов и процесс концентрации в руках мусульман земель, принадлежавших местному немусульманскому населению, привело к резкому уменьшению государственных доходов. В 700 году наместник Ирака Хаджадж ибн Юсуф (694—714) обнародовал закон, согласно которому новообращённые мусульмане не освобождались от уплаты джизьи, а переход земли к мусульманам не освобождался от уплаты хараджа. Положение было отменено позднее халифом Умаром ибн Абдул-Азизом в 718—719 годах. Преемники халифа Умара восстановили политику его предшественников, что вызвало новую волну антиомейядских выступлений. В результате восстания под руководством Абу Муслима власть перешла к Аббасидам.

## Аббасидский и Фатимидский халифаты
Аббасиды — вторая (после Омейядов) династия арабских халифов (750—1258), происходившая от Аббаса ибн Абд аль-Мутталиба, дяди пророка Мухаммеда. В 750 г. Аббасиды свергли Омейядов на всей территории халифата, кроме Аль-Андалуса.

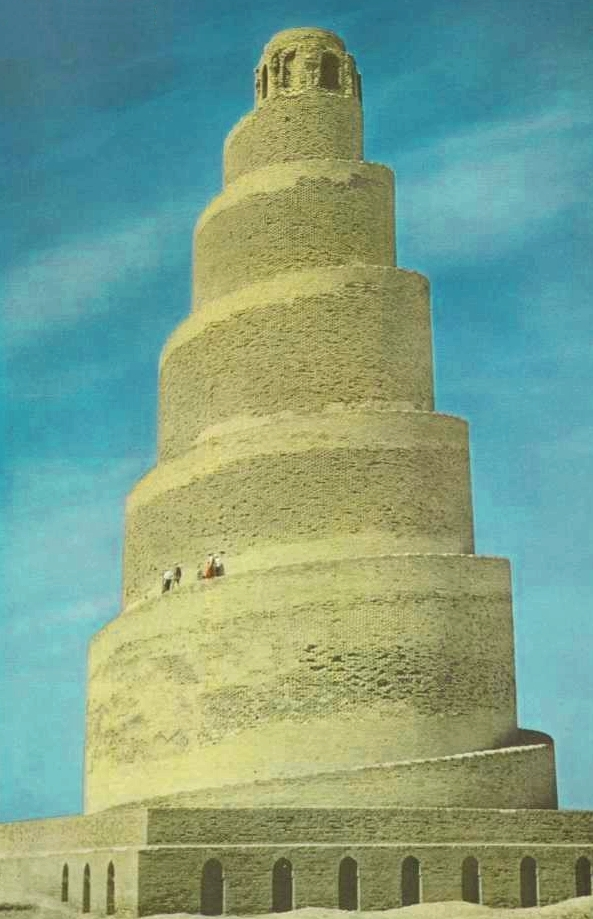
Минарет Большой мечети в Самарре, IX век

Багдадские халифы правили Аббасидским халифатом на протяжении более пяти веков. В первое время существования халифата Аббассиды были лояльны к правящей династии Омейядов. Однако позднее организовали антиомейядское движение и возглавили Халифат. Первым халифом из династии Аббасидов стал Абуль-Аббас ас-Саффах.
С середины IX до середины X века багдадские халифы находились под влиянием Буидов, исповедовавших шиитское направление ислама. Халифу выплачивалось низкое жалование, которое не могло покрыть всех расходов. В 974 г. халиф аль-Мути отрёкся от престола в пользу сына ат-Таи. В 991 г. недовольные правлением халифа ат-Таи бунтовщики вошли во дворец и разграбили его. Буиды заставили ат-Таи отречься в пользу Ахмада аль-Кадира. Аль-Кадир женился на дочери султана Баха ад-Даулы, и сумел в какой-то мере возвратить Халифату утерянный блеск. Во времена правления аль-Каима Ирак был завоёван турками-сельджуками, которые более почтительно относились к Аббасидам.
В 760 году Джафар ас-Садик, шестой шиитский имам, лишил своего старшего сына Исмаила права законного наследования имамата. Ряд специалистов полагает, что причиной передачи права наследования имамата младшему сыну, являлось то, что Исмаил занимал крайне агрессивную позицию в отношении суннитских халифов, что могло нарушить сложившееся равновесие между двумя направлениями ислама, выгодное как шиитам, так и суннитам. К тому же, вокруг Исмаила стало сплачиваться антифеодальное движение, развернувшееся на фоне резкого ухудшения положения простых шиитов. Низшие и средние слои населения связывали с приходом к власти Исмаила надежды на существенные перемены в социально-политической жизни шиитских общин.
Вскоре Исмаил умер. Тем не менее, смерть Исмаила не остановила развернувшееся движение его приверженцев. Первоначально они утверждали, что Исмаил не убит, а скрывается от врагов, а после определённого периода объявили Исмаила седьмым «скрытым имамом», который в нужный момент объявится как мессия-махди и, по сути, после него не стоит ожидать появления новых имамов. Исмаилиты, как стали именовать приверженцев нового учения, утверждали, что Исмаил не умер, а по воле Аллаха перешёл в невидимое, скрытое от простых смертных состояние «гайба» («гаиб») — «отсутствие».

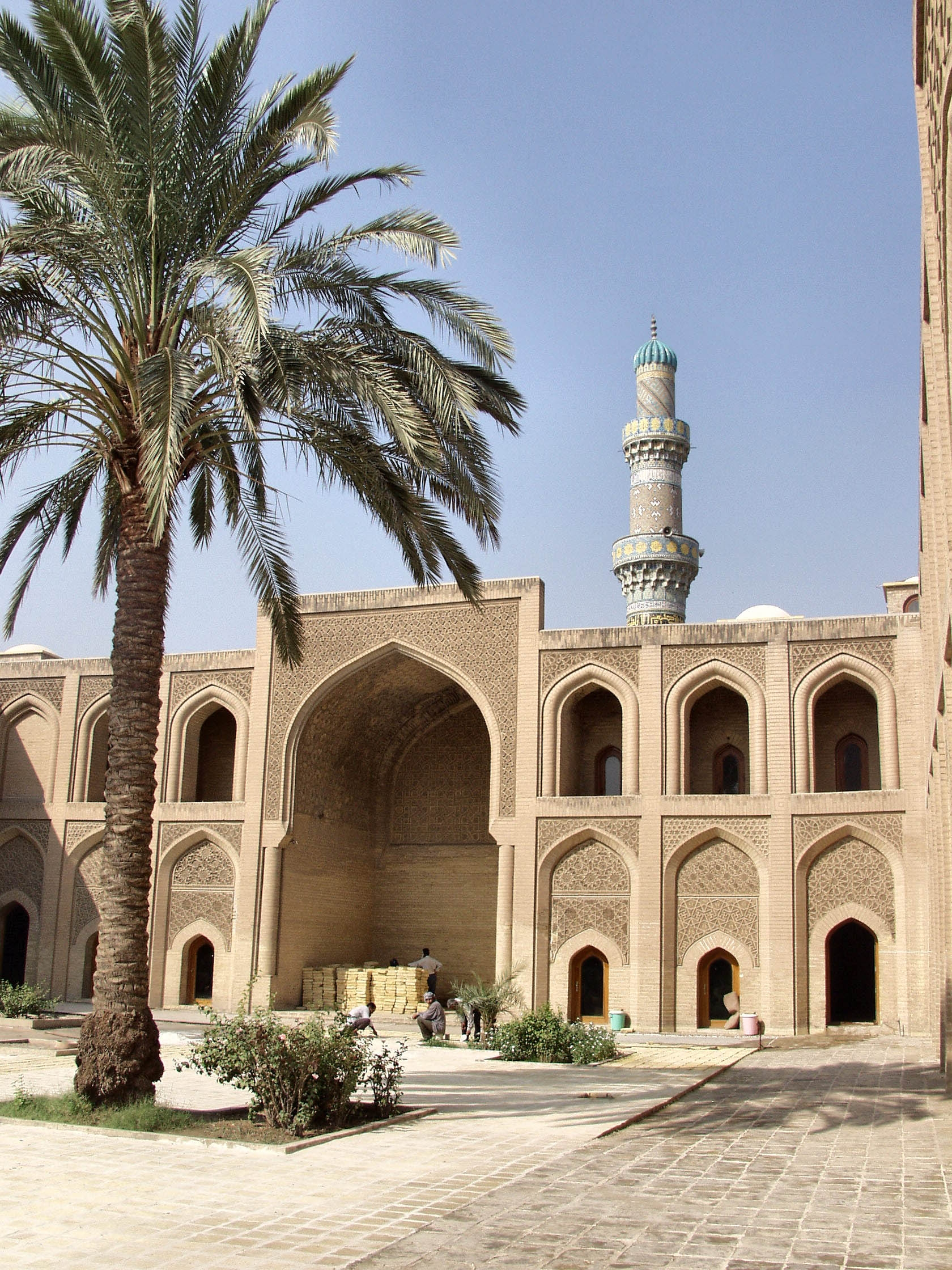
Медресе аль-Мустансира в Багдаде

Со временем исмаилитское движение настолько укрепилось и разрослось, что у него появились признаки самостоятельного религиозного течения. Исмаилиты развернули на территориях Ливана, Сирии, Ирака, Персии, Северной Африки и Средней Азии хорошо законспирированную разветвлённую сеть проповедников нового учения. Постепенно исмаилиты набирали силу и влияние. В X веке в Северной Африке ими был основан Фатимидский халифат. Именно к периоду фатимидов относится распространение исмаилитского влияния на земли Северной Африки, Египта, Палестины, Сирии, Йемена и священных для мусульман городов Мекки и Медины. Центром Фатимидского халифата стал Каир. Однако в остальном исламском мире, включая ортодоксальных шиитов, исмаилитов считали крайними сектантами и часто жестоко преследовали. В конце XI и XII веке халифат Фатимидов быстро пришёл в упадок, а в 1171 году на его территорию вторгся Саладин. Он основал династию Айюбидов, которая объединила государство Фатимидов и халифат Аббасидов.

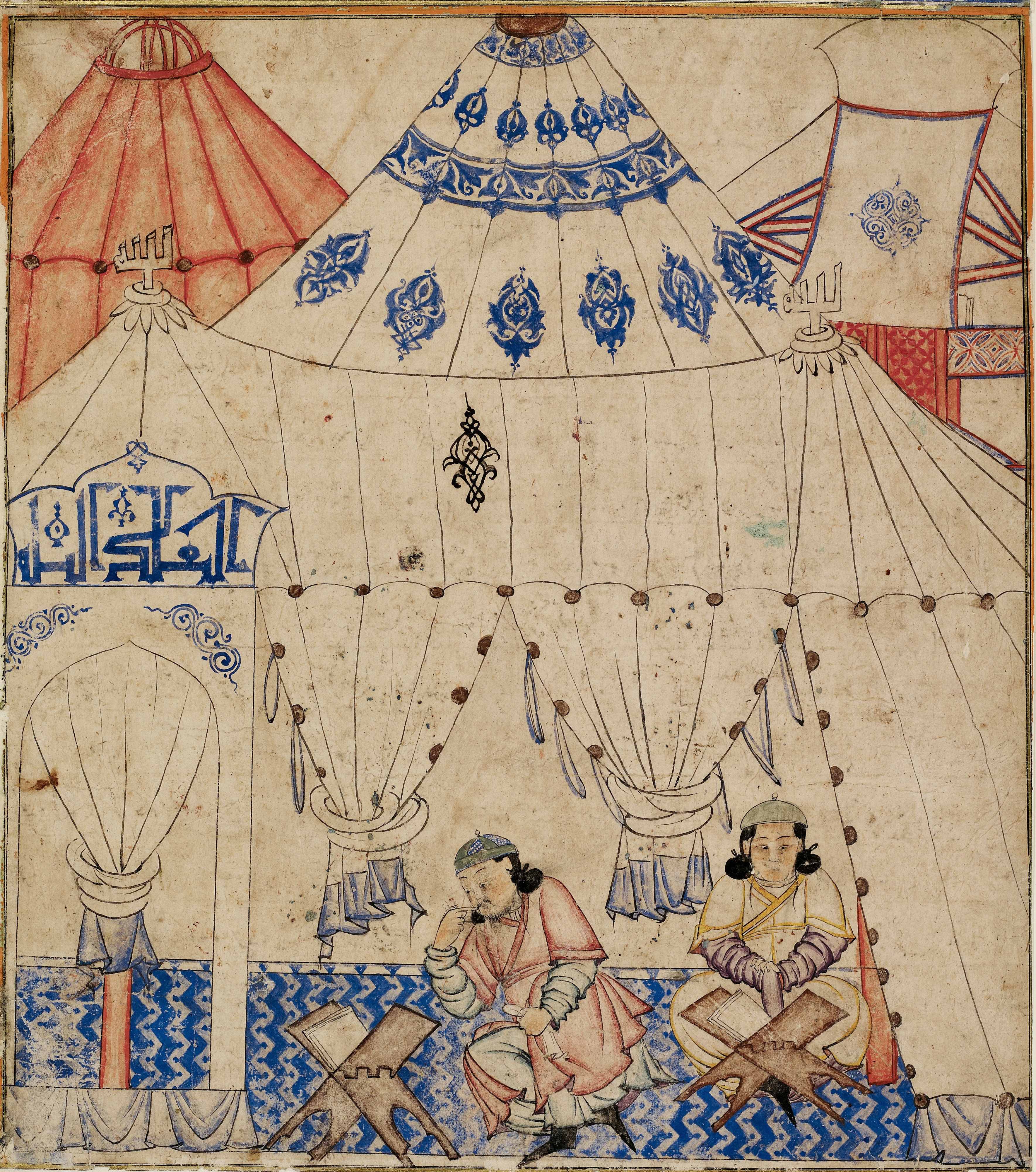
Монгольский правитель Газан-хан, изучает Коран.

До второй половины XI века Аббасиды находились под влиянием тюркской империи Сельджукидов. Последний Аббасид Аль-Мустасим был убит монголами в 1258 году. После разгрома халифата монгольским завоевателем Хулагу-ханом мамлюкские султаны Сирии и Египта пригласили к себе оставшихся в живых представителей Аббасидской династии.
В IX веке Аль-Харис аль-Мухасиби стал одним из первых теоретиков суфизма, аскетически-мистического направления в исламе, которое стало важным элементом религиозной жизни мусульманского общества.

## Мусульманская Испания
Аль-Андалус — название, под которым была известна Мусульманская Испания — территория Пиренейского полуострова во времена мусульманского владычества в Средние века (711—1492). Иногда применялось как общее обозначение всех государств региона, независимо от их религиозно-политической принадлежности. Этимологически не вполне надёжно связывается с именем народа вандалов, некогда обитавших на этой территории; от него происходит испанское название Андалусия, закрепившееся за землями южной Испании, составлявшими ядро крупнейших мусульманских государств полуострова. Последним мусульманским государством на территории Испании был Гранадский эмират, покорённый христианами в 1492 году. Этим завершилась Реконкиста, после чего христиане начали вторжение на мусульманские территории Северной Африки, а также поиски новых земель для завоевания за Океаном.
После вторжения арабов и берберов и падения королевства вестготов (711), Аль-Андалус составлял часть Омейядского халифата, а затем образовал самостоятельный Кордовский эмират, затем халифат, c центром в Кордове. В 1031 году халифат распался на множество мелких государств (тайфа). С подъёмом христианских королевств на севере полуострова название Аль-Андалус всё чаще применялось ко всё уменьшающейся территории, контролируемой мусульманами. Взятие Гранады войсками Католических королей (1492) положило конец последнему исламскому государству на полуострове. Значительное мусульманское население подверглось (в основном, насильственному) крещению (мориски). В начале XVII века потомки крещёных арабов и мавров подверглись поголовному изгнанию из страны вместе с остатками некрещёных.

## Мамлюкский султанат
Мамлюкский султанат — средневековое феодальное государство на Ближнем Востоке, просуществовавшее с 1250 по 1517 годы. Султанат образовался в результате захвата власти в Каире мамлюками, свергнувшими династию Айюбидов.
В 1261 году под власть султаната перешли исламские святыни Аравии — Мекка и Медина. В 1382 году каста мамлюков устроила переворот и провозгласила султаном своего представителя Баркука, уроженца Черкесии. Основанная Баркуком черкесская династия Бурджитов правила Мамлюкским султанатом до конца его существования. В 1517 году султанат был покорён Османской империей. Египет получил автономный статус, им управляли турецкие наместники — паши.

## Османская империя

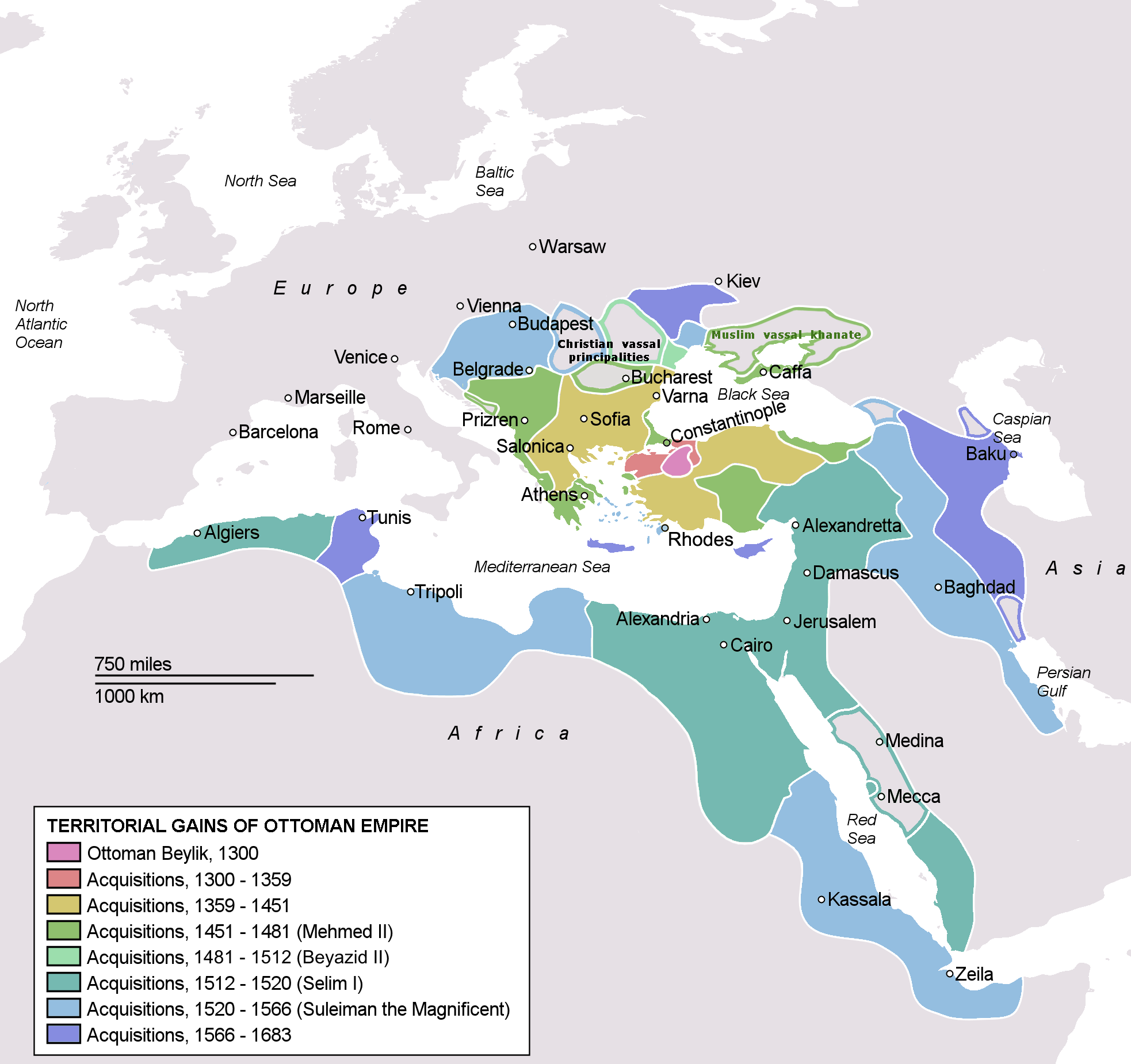
Османская империя в период наибольшей территориальной экспансии в 1683 году

Османская империя — государство, созданное в 1299 году тюркскими племенами Османа I в северо-западной Анатолии. После падения Константинополя в 1453 году Османское государство стало именоваться империей. Падение Константинополя явилось важнейшим событием в развитии турецкой государственности, так как после победы 1453 года Османская империя окончательно закрепилась в Европе, что является важной характеристикой современной Турции. Империя достигла наибольшего возвышения в 1590 году. Её земли охватывали часть Европы, Азии и Африки. Правление османской династии длилось 623 года, с 27 июля 1299 года по 1 ноября 1922 года, когда монархия была упразднена.

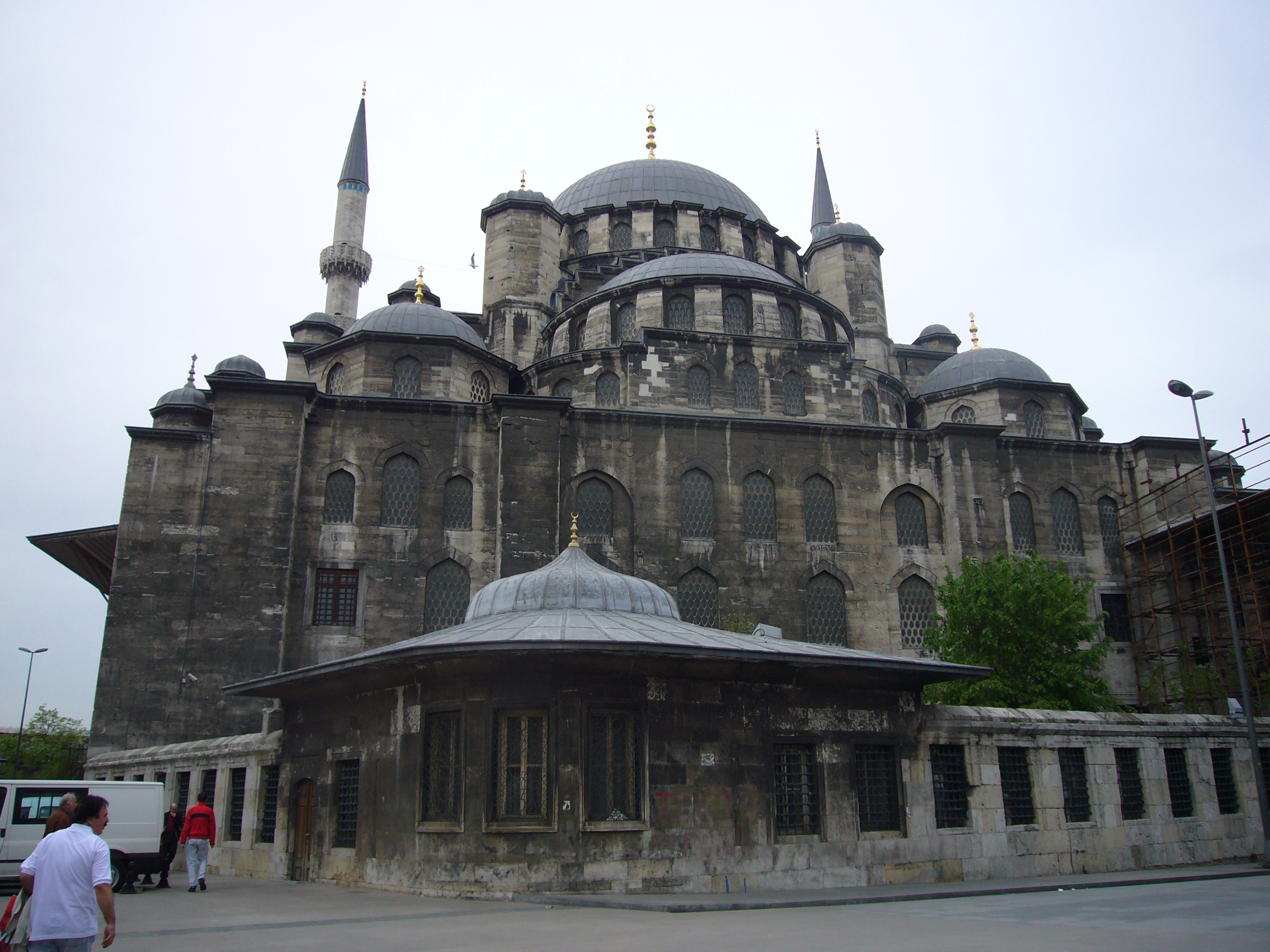
Новая мечеть в Стамбуле

В 1517 году Селим I уничтожил государство мамлюков в Египте и присоединил Египет к своим владениям. Он также принял новый титул халифа правоверных. Османские султаны носили титул халифа вплоть до 1924 года.
В XVI—XVII веках Османская империя была на пике могущества в период правления Сулеймана Великолепного. В этот период Османская империя была одной из самых могущественных стран мира — многонациональное, многоязычное государство, простиравшееся от южных границ Священной Римской империи — окраин Вены, Королевства Венгрия и Речи Посполитой на севере, до Йемена и Эритреи на юге, от Алжира на западе, до Азербайджана на востоке. Под её владычеством находилась бо́льшая часть Юго-Восточной Европы, Западная Азия и Северная Африка. В начале XVII века империя состояла из 32 провинций и многочисленных вассальных государств, некоторые из которых были позже захвачены ею — в то время как другим была предоставлена автономия.
Столицей империи был Константинополь (Стамбул). Она контролировала территории Средиземноморского бассейна. Османская империя являлась связующим звеном Европы и стран Востока на протяжении 6 веков.
После международного признания Великого национального собрания Турции, 29 октября 1923 года после подписания Лозаннского мирного договора (24 июля 1923) было провозглашено создание Турецкой Республики, являвшейся преемницей Османской империи. 3 марта 1924 года был окончательно ликвидирован Османский халифат. Полномочия и обязанности халифата были переданы Великому национальному собранию Турции.

## Новая история
К концу XIX века в исламе наметились две тенденции — консервативная и модернистская. Консерваторы (фундаменталисты) призывали возвратить ислам к его исходному основанию, вернуться к буквальному пониманию священных текстов и завещанной пророком теократической власти. Модернисты стремились приблизить отдельные положения ислама к реалиям современного мира.
К концу XIX в. почти все мусульманские страны были превращены либо в колонии европейских стран, либо в зависимые от них государства. Борьба против колониализма привела к небывалой политизации ислама, процесс которой занял почти весь XX век. Возник политический ислам (исламизм). Он укрепил свои позиции после исламской революции 1978—1979 гг. в Иране.